# La Famille (communauté religieuse française)
Ne doit pas être confondu avec Famille d'amour ou La Famille (association).
Pour les articles homonymes, voir La Famille.
La Famille est une communauté religieuse familiale française d'inspiration chrétienne, issue du jansénisme convulsionnaire, créée en 1819.
Elle regroupe huit patronymes qui représentent environ 4 000 personnes en 2021, habitant presque toutes dans trois arrondissements de l'est parisien.
La communauté est suspectée de dérives sectaires par la Miviludes.

## Histoire

### Contexte
Selon Nolwenn Briand, « En 1775, alors que le jansénisme et le mouvement convulsionnaire « agonisent » dans le reste de la France, Claude et François Bonjour avaient été successivement curés de la paroisse de Fareins, à 40 kilomètres au nord de Lyon, un petit village alors devenu le lieu de pratiques convulsionnaires, sur fond de conflits religieux, sociaux et générationnels. Les curés Bonjour administraient à leurs paroissiennes les « secours » violents qui caractérisent l’œuvre, tout en les teintant peu à peu d’une certaine dimension érotique. Ces sévices s’accentuent jusqu’au crucifiement en 1787 de la paroissienne Étiennette Thomasson, à la suite duquel François Bonjour avait été arraché à sa cure, condamné et emprisonné, tandis que son influence sur les paroissiens survivait à son éloignement géographique. »
En 1791, les frères Bonjour s'installent à Paris rue de Montreuil ; Jean-Pierre Thibout fait leur connaissance et devient leur portier. Des deux maîtresses de François Bonjour, Claudine Dauphin accouche le 18 août 1792 à Paris d'un fils nommé Élie, car considéré à la fois comme le nouvel Élie et le nouveau Paraclet.
Le groupe bonjouriste a entre 1791 et 1805 une prophétesse nommée Sœur Élisée. Cette dernière « reçoit en elle l'Esprit-Saint lors d’épisodes de transes, de convulsions, ou encore d'état d’enfance » ; pendant plus de cinq ans, elle « tient des séances régulières dans lesquelles elle articule un discours millénariste et apocalyptique — qui repose sur la croyance en un règne terrestre du Christ pendant mille ans, aux côtés des élus et des saints ressuscités — à un discours fortement subversif et anticlérical. » « Dans l’univers conceptuel bonjouriste, Bonaparte apparaît comme l’empereur des derniers temps, le bras armé de Dieu, qui précipite l’apocalypse, annonce le retour des juifs et le règne de mille ans du Christ et du Paraclet (l’Esprit-Saint abrité dans le corps humain d’Élie Bonjour) ». Ces discours ésotériques, qui nécessitent une connaissance précise de la Bible pour être compris, ont été recueillis par le secrétaire du groupe bonjouriste et publiés en 36 volumes.
Élie, fils de François Bonjour et Claudine Dauphin, « laisse en plan ses dévots et épouse la fille d’un industriel du taffetas gommé, dont il reprend le commerce ». En 1830, il s'engage dans la révolution des Trois Glorieuses et apparaît même dans Les Misérables de Victor Hugo qui l'a connu en son temps. Élie meurt en 1866. Il reste cependant toujours vénéré et considéré comme un prophète par la Famille aujourd'hui.
Selon Nicolas Jacquard, « la majorité des spécialistes » considèrent que ce groupe parisien convulsionnaire qui s’est formé notamment autour de Claude et François Bonjour « a quasiment disparu au milieu du XIXe siècle, mais les bonjouristes perdurent pour devenir la Famille ».

### La Famille
En 1819, naît la Famille autour de Jean-Pierre Thibout et son ami François Havet, appelés Papa Jean et Papa Yete par la Famille. « La légende dit que, réunis dans un bistrot de [la rue] Saint-Maur, chacun a posé une pièce sur la table, une troisième, celle du Saint-Esprit, étant apparue. […] Les deux hommes décident de marier leurs enfants. Jusqu’à la fin du XIXe siècle, cette communauté religieuse est encore ouverte aux mariages extérieurs, et compte alors une dizaine de noms de famille[pas clair], ». La communauté « La Famille » est ainsi créée en 1819 par l'union de huit couples[Passage contradictoire].
Malgré la démission de leur prophète Élie Bonjour, les membres de la Famille poursuivent « leurs supplices collectifs, orchestrant des cérémonies durant lesquelles un adepte est roué de coups d’épée, de bâton, des blessures ironiquement nommées « les secours » ».
Installé dans l'est parisien, le groupe se ferme totalement en 1892 en n'admettant plus que des mariages endogamiques, soit des unions consanguines par décision d'Augustin Thibout, un des aînés de la Famille surnommé « mon oncle Auguste » au sein de cette dernière. Composée uniquement de membres des mêmes familles, la communauté subsiste au début du XXIe siècle dans la discrétion. Un des huit patronymes est en train de s'éteindre lentement car la lignée est uniquement composée de filles.
Leur nom de « La Famille » viendrait, selon un membre, du fait que « à force de nous entendre nous saluer en nous disant bonjour mon cousin, bonsoir ma tante, les gens ont pris l’habitude de nous appeler la Famille ».

## Pratiques et croyances religieuses
La scène de l'union des familles de Jean-Pierre Thibout et son ami François Havet dans un bistrot de la rue Saint-Maur est toujours célébrée chaque premier samedi de janvier à Saint-Maur[pas clair], au cours d’une fête dite « des haricots ».
« La légende veut que leur prophète, Élie Bonjour, ait laissé l'avant-garde de son « troupeau » rue de Montreuil, à Paris. C'est là qu'à la fin des temps, il est censé venir récupérer ses ouailles. Longtemps, la Famille s'est donc épanouie dans le quartier, avant que ses membres n'essaiment dans les 11e, 12e ou 20e arrondissements, chassés par la hausse des loyers. »

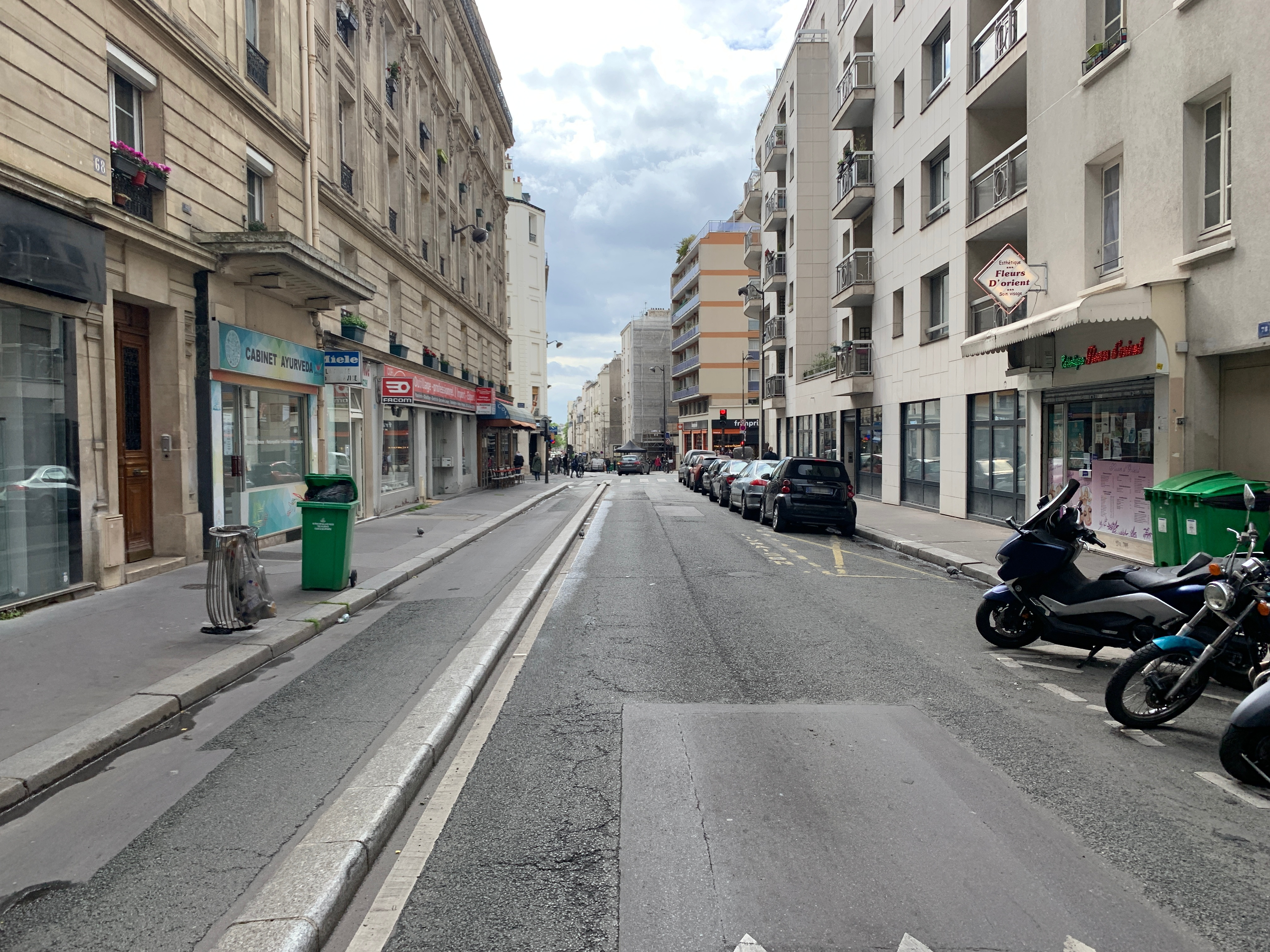
La rue de Montreuil à Paris.

Le groupe a son propre langage ésotérique : « Rototo » désigne le diable, « Bon-papa » Dieu, les « accordailles » sont les fiançailles et « faire ramcha » signifie étudier des livres pieux.
Les femmes ne se coupent pas les cheveux et ne portent pas de pantalon. Personne ne s'habille en rouge, couleur du Malin, ni en blanc, couleur réservée à Dieu seul,.
Les mariages sont conclus autour de la vingtaine — les jeunes gens ont le choix parmi une soixantaine de leurs cousins et cousines — mais ne sont pas toujours déclarés à l’État civil ; la contraception comme le divorce sont interdits.
La pratique de certains métiers demeure interdite car ils ne sont pas compatibles avec leur foi : « il est interdit de travailler dans le domaine juridique, car la loi divine prévaut, ou dans les métiers de la santé, car Dieu seul est maître des corps. » Les professions commerciales sont mal vues.
Les membres de La Famille paient leurs impôts, scolarisent leurs enfants — qui ne se rendent ni en classe verte, ni aux sorties scolaires —, et participent peu aux élections. Ils ne contractent pas de crédit mais mettent en commun de l’argent sous forme de tontine.

## Critiques
Le 21 juin 2020, le journaliste Nicolas Jacquard publie dans Le Parisien un article sur la Famille, qui révèle son existence au grand public. L'auteur s'est entretenu avec une dizaine de membres l'ayant quittée, et sans avoir pu rencontrer d'autres membres qu'il avait sollicités. Cet article met en avant la consanguinité des membres — issus de seulement huit familles — menant à un taux élevé de handicaps, dont le syndrome de Bloom et une mortalité précoce,, leur isolement du monde, et donne la parole à d'anciens membres qui en critiquent le fonctionnement ainsi que la doctrine. Ladite doctrine est décrite dans l'article comme étant millénariste et élitiste (les membres de la Famille pensant que la fin du monde est proche, et qu'ils seront les seuls sauvés). Un article publié dans Le Figaro du 7 août 2020 fait état de l'alcoolisme présent dès l'adolescence au sein de la communauté, des enterrements simples (dans la fosse commune du cimetière de Thiais où seuls les hommes assistent à la cérémonie) et de quelques abus sexuels cachés par la communauté.
Si l'on ne peut pas parler de secte car il n'y a pas de gourou, il existe des dérives sectaires au sein de la communauté,.
Cependant, les membres en rupture ayant témoigné mettent l'accent sur la solidarité régnant au sein de la communauté et sur le sentiment d'appartenance épanouissant résultant des rencontres régulières lors des très nombreuses fêtes, catholiques ou propres à la communauté, se déroulant au sein de la maison des Cosseux, à Villiers-sur-Marne, dont chaque famille détient une part.
Le mouvement est soupçonné de dérives sectaires par la Miviludes en raison de ce repli sur soi, considéré comme « une menace d'un point de vue psychologique pour les enfants qui en font partie », malgré l'absence de prosélytisme.
En 2021, les services du ministère de l’Intérieur estiment que les huit familles comptent environ 4 000 membres.

## Ruptures au sein de la Famille

### Pardailhan

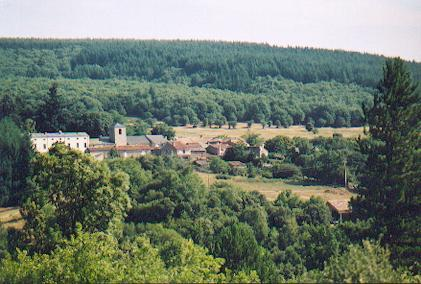
Hameau de Pardailhan.

De 1960 à 1963, 15 familles représentant 89 membres de la communauté, menées par Vincent Thibout — qui a vécu pendant près de deux ans dans un kibboutz en Israël — décident de prendre des distances vis-à-vis de La Famille,. Ils rompent donc avec elle, et tentent d'établir un kibboutz à Pardailhan (Hérault), ce qui est notamment relaté dans un article du Monde datant du 29 décembre 1960,.
En raison de l'inexpérience du groupe en matière agricole et des dissensions internes, la communauté se dissout en août 1963 ; ce projet est un échec,,.

### Boissiers
Après son échec à Pardailhan, Vincent Thibout (mort en 1974) recrée une communauté en 1969 à Boissiers, près de Malrevers (Haute-Loire), dans ce qui était une ancienne colonie de vacances, qui vit là aussi selon le modèle des kibboutz israéliens, ou des premières communautés chrétiennes, toujours avec cette volonté de séparation d'avec la Famille et ses principes,. Elle ne se revendique pas de la Famille en qui elle voit « un milieu secret et mystérieux » dont les membres disent être sortis.
Cette communauté possède Interstyl - Les Ateliers de Boissiers, une entreprise prospère spécialisée dans la production de vêtements en maille haut-de-gamme, détenue par le chef de la communauté, Joël Fert. Ce dernier a par ailleurs siégé au conseil municipal à partir de 2008,,

#### Affaires judiciaires
Joël Fert a été condamné à deux mois de prison en 2008 pour des maltraitances physiques signalées par le responsable d'un collège où un enfant de la communauté était scolarisé,,.
En 2021, Mathieu et Joseph Fert, qui avaient déjà porté plainte en 2003, portent à nouveau plainte pour des actes de torture et un viol qu'ils auraient subi lorsqu’ils étaient membres de la communauté avant leur exclusion en 2003. Ces accusations sont vivement contestées par les membres de la communauté qui s'estiment victimes de dénonciation calomnieuses et ont porté plainte pour diffamation.

## Représentations dans la littérature
- Israël-Élie Bonjour apparaît à plusieurs reprises rue Saint-Martin et rue Saint-Merri à Paris dans des scènes de défense du quartier général des insurgés de Paris de 1832, dans le roman Les Misérables de Victor Hugo qui l'a connu en son temps[1],[26].
- Claude Gutman narre son séjour d'une nuit au kibboutz de Pardailhan dans son livre autobiographique Un aller retour, y racontant que son père, ayant vécu des jours heureux dans un kibboutz en Israël, décide d'y aller vivre avant de s'en aller au petit matin avec son fils[27],[28].
- Dans son livre Après le déluge, François Lorris (nom de plume) raconte son enfance dans la Famille, et dresse un portrait assez peu élogieux de la communauté, y dénonçant un véritable sectarisme, une étroitesse d'esprit et une institutionnalisation de l'ivrognerie[29],[30].
- Suzanne Privat (nom de plume), dans La Famille, raconte sous forme de roman sa découverte de la communauté, et le regard qu'elle porte sur elle. À travers un personnage fictif de jeune fille de la Famille, la journaliste en dresse un portrait contemporain[31],[5].
- Suzanne Privat a réalisé avec Tristan Garnier une bande dessinée sur le même sujet, Les Secrets de la Famille, publiée dans la revue XXI (no 55, publié en juillet 2021)[32].
- Dans Les Inspirés, Nicolas Jacquard, journaliste du Parisien, fait sur la Famille une enquête journalistique qui donne la parole à de nombreux membres de la communauté, dont certains vivant à l'intérieur. Il en dévoile aussi précisément l'histoire, ainsi que celle du kibboutz de Pardailhan et des dérives de la communauté de Malrevers[33],[34].

### Émissions radiophoniques
- « Suzanne Privat : "Les anciens membres de "La Famille" racontent une enfance sous contraintes" », sur France Inter, 17 avril 2021 (consulté le 30 avril 2021).
- Fabrice Drouelle, « La Famille, une communauté secrète au cœur de Paris », émission de 55 min [], sur France Inter, Affaires sensibles, 2 février 2022 (consulté le 2 février 2022).